# Kriminalkomödie
Eine Kriminalkomödie, häufig kurz Krimikomödie genannt, ist die Darstellung einer Kriminalgeschichte im Theater oder im Film mit den Mitteln der Komödie. Im Mittelpunkt der Handlung steht ein vermeintliches oder wirkliches Verbrechen und dessen Aufklärung. Durch die Charaktere der Hauptpersonen und deren Aktionen oder Dialoge bekommt die an sich ernste Situation eine komische Note. Verwechslungen, Täuschungen und unerwartete Wendungen, wie sie eine Kriminalgeschichte oft bestimmen, werden hier dramaturgisch mit den Mitteln des Humors oder des Lachhaften aufgelöst. Obwohl der Begriff Komödie der dramatischen Kunstrichtung entstammt, wird die Bezeichnung Kriminalkomödie heute auch vielfach für heitere Werke der erzählenden Kriminalliteratur verwendet, meint jedoch den Komischen Krimi.

## Theater

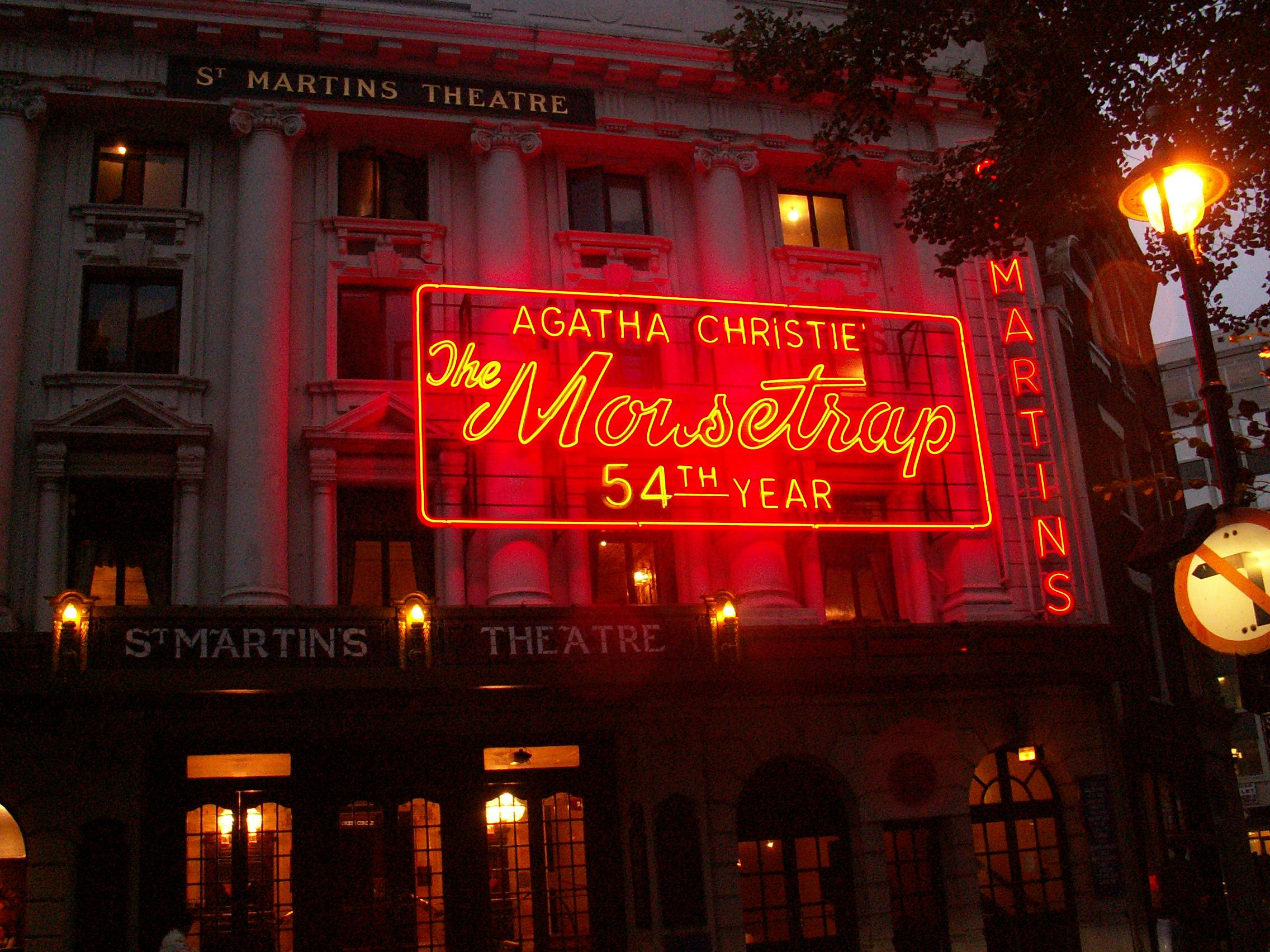
Im Jahr 2006 wurde Die Mausefalle in London im 54. Jahr in Folge gespielt.

Ähnlich wie der Kriminalroman selbst sind Kriminalstücke als literarische Form auf der Bühne besonders beliebt. Als Genre des Boulevardtheaters, dessen handlungsorientierte Theaterformen ursprünglich als Kriminal- und Abenteuerstück ihren Ausdruck fanden, hat sich die Kriminalkomödie zumeist als grobe Komödie, als Burleske oder Schwank entwickelt. Überraschende Wendungen und Verwechslungen sind in der Handlung der Boulevardstücke wichtiger als eine genaue Zeichnung der Figuren und ihrer Konflikte. Das macht sie auch für das Laien- und Schultheater aufführbar. Der leichteren Inszenierbarkeit dient auch die bei modernen Kriminalkomödien oft angewandte Form des Kurzstücks in der Länge von 30 bis 45 Minuten.

### Erfolgreiche Bühnenstücke
Ein populäres Beispiel für eine erfolgreiche Kriminalkomödie auf der Bühne ist Arsen und Spitzenhäubchen (Arsenic and Old Lace) von Joseph Kesselring, dessen erfolgreiche Aufführung am Broadway im Jahr 1941 die Filmpremiere um drei Jahre verzögerte. Auf die Beliebtheit dieser schwarzen Komödie auch im deutschen Sprachraum verweisen Dialektübertragungen wie Arsen und Spitzenhauberl in Österreich oder Arsen und Spitzehübli in der Schweiz.
Oft aufgeführte Kriminalkomödien sind auch Die Mausefalle (The Mousetrap) der englischen Krimi-Autorin Agatha Christie, Acht Frauen (Huit Femmes) des französischen Dramatikers Robert Thomas oder das Bühnenstück Hokuspokus oder: Wie lasse ich meinen Mann verschwinden…? von Curt Goetz.

### Dinnerkrimis
Eine Form des Dinnerkrimis bedient sich der Kriminalkomödie als leichte, aber spannende Unterhaltung, während das Publikum ein mehrgängiges Dinner zu sich nimmt, das im Kartenpreis für die Veranstaltung inbegriffen ist. In den meisten Fällen werden die Zuschauer eingeladen, sich an der Aufklärung des fiktiven Kriminalfalls zu beteiligen und mitzuraten, wer der Täter gewesen sein könnte.

## Film und Fernsehen
Im filmischen Kontext ist die Kriminalkomödie nicht unbedingt als Hybrid aus einem Kriminalfilm und einer Filmkomödie zu verstehen, wie es in der amerikanischen Filmwissenschaft oft für die „Criminal Comedy“ vorgeschlagen wird, weil es sich bei der Filmkomödie nicht wie beim Kriminalfilm um ein Genre im engeren Sinn handelt.

### Kriminalkomödien im Kino

#### Genre- und Stilmischungen
„Der Differenzierungsprozess innerhalb des Kriminalgenres, der aufgrund eines offensichtlich großen gesellschaftlichen Bedarfs an Filmen über Normverstoß und Normbestätigung existiert, hat weitere Untergruppen entstehen lassen, die sich jedoch weniger klar als eigene Subgenres ausgebildet haben. Dazu zählen […] Formen wie die Kriminalkomödie, die vor allem als Gaunerkomödie […] augeprägt [sic] ist. Selten geht es hier um Morde, die Grenzüberschreitungen beschränken sich zumeist auf Diebstahl und Raub, wobei es in der Regel die Vermögenden trifft. Die Gentlemanverbrecher […] sind hier zu Hause, aber auch der Robin Hood, der für die Bedürftigen kämpft […].“

Gaunerkomödien werden im angloamerikanischen Sprachraum oft als Heist-Movies bezeichnet. In Filmen wie Der Clou (USA, 1973) und Ocean’s Eleven (USA, 2001) entsteht das komische Moment durch den Erfindergeist, mit dem sich die Verbrecher Zugriff auf das begehrte Objekt verschaffen.
In Topkapi (USA, 1964) und in Die Olsenbande stellt die Weichen (Dänemark, 1975) ist die Überzeichnung der Figuren ein weiteres humoristisches Element. In beiden Filmen scheitern die raffinierten Diebstahlpläne an einer Kleinigkeit. In Topkapi ist es ein kleiner Vogel, der ins Museumsgebäude gerät, während der Einbruch stattfindet. In Die Olsenbande stellt die Weichen ist es der Fahrplanwechsel der Dänischen Staatsbahnen.
Adel verpflichtet (Vereinigtes Königreich, 1949) und Ladykillers (Vereinigtes Königreich, 1955) enthalten wie viele andere englische Filme und Serien schwarzen Humor. Beide Filme sind Gaunerkomödien, gleichzeitig aber auch schwarze Komödien. Den in der obigen Definition von Knut Hickethier genannten Gentlemanverbrecher sucht man in solchen Filmen oft vergeblich. In Ladykillers werden die Gauner zum Schluss von einer alten Frau bezwungen.

„Die schwarze Ealing-Komödie weist sich formal durch eine konventionelle Struktur aus. Neben der Konfrontation der kriminellen Machenschaften der Gangster mit der tugendhaften Hartnäckigkeit von Mrs. Wilberforce zeichnet sich Ladykillers insbesondere durch ein perfektes komödiantisches Timing aus. Eine zweistufige Dramaturgie, die virtuos das Erzähltempo verlangsamt und beschleunigt, führt immer wieder in absurde Situationen bis zur Schlusspointe. Geschickt werden haarsträubende Höhepunkte gesetzt, aber nur, um in der nächsten Wendung auch diese noch einmal zu überbieten. Neben der Überzeichnung von Stereotypen wie dem der ›schrulligen Alten‹ und dem der konspirierenden Gangster karikiert der Film parodistisch-munter Genreelemente des Horror- und Gangsterfilms, kombiniert sie mit Slapstickeinlagen und spart auch nicht mit Anspielungen auf Milieuschilderungen wie im Sozialdrama.“

Weitere Beispiele für die Kombination von Gaunerkomödie und schwarzer Komödie sind Wir sind keine Engel (USA, 1955), Bube, Dame, König, grAS (Großbritannien, 1998) und Kill the Boss (USA, 2011).
Ironie bis hin zu Zynismus und Sarkasmus ist zum Teil auch in den Films noirs zu finden. Beispiele hierfür sind Pulp Fiction (USA, 1994) und Fargo (USA, 1996).
Kriminalkomödien müssen nicht zwingend humorvolle Gangsterfilme sein. Der dünne Mann (USA, 1934) ist ein Detektivfilm. Wie der oben erwähnte Film Arsen und Spitzenhäubchen mischt er den Kriminalfilm mit der Screwball-Komödie. Er funktioniert, indem er auf der Grundlage eines bewährten Whodunit-Plots die komödiantische Erzählform des Screwball entfaltet, eine überdrehte, verrückte Spielart der Filmkomödie, die unter anderem durch Der dünne Mann zu einer der populärsten Erzählformen des Hollywoodkinos der Dreißigerjahre wurde. Mediengeschichtlich wurde diese Erweiterung des Kriminalfilmgenres in den Bereich der Comedy durch die Einführung des Tonfilms 1928 ermöglicht.
Eine weitere Möglichkeit der Stilvermischung ist jene zwischen Kriminalfilm und Slapstick-Komödie. Dies zeigen Beispiele wie Der rosarote Panther (USA, 1963), Sie nannten ihn Plattfuß (Italien/Frankreich, 1973), Die nackte Kanone (USA, 1988) und Kevin – Allein zu Haus (USA, 1990).
Bei mancher Kriminalkomödie handelt es sich um die Parodie oder Persiflage eines Subgenres des Kriminalfilms. Der große Blonde mit dem schwarzen Schuh (Frankreich, 1972) parodiert den Agentenfilm, Beverly Hills Cop – Ich lös’ den Fall auf jeden Fall (USA, 1984) den Polizeifilm. Eine Leiche zum Dessert (USA, 1976) persifliert den Detektivfilm.

#### Altersfreigabe
Die Kriminalkomödien wurden von der FSK und den Medienpädagogen in der Nachkriegszeit kontrovers diskutiert. Während die FSK 1960 eine Kriminalkomödie wie Agatha, laß das Morden sein! schon für Zwölfjährige freigab, war das für die Vertreter der Bewahrpädagogik der damaligen Zeit doch etwas zu viel für die Jugendlichen, denen die Fähigkeit abgesprochen wurde, „durch Ironie Abstand zum Geschehen auf der Leinwand zu finden.“

#### Kriminalkomödie in Deutschland
Die deutschsprachige Kriminalkomödie hatte es nach dem Zweiten Weltkrieg nicht leicht, sich gegenüber der Konkurrenz aus den Vereinigten Staaten und dem Vereinigten Königreich zu etablieren. Der Spiegel schrieb über den Einsatz von elf namhaften Drehbuchautoren für den Film Agatha, laß das Morden sein!: „Aber auch dieser massierte Einsatz fleißiger Federn räumt die Skepsis nicht beiseite, die gegenüber deutschen Lustspielen, Kriminalfilmen und zumal Kriminallustspielfilmen angebracht ist.“ Der ebenfalls im Jahr 1960 gestartete Film Auf Engel schießt man nicht in der Regie von Rolf Thiele wurde als „platte, einfallslose Boulevardkomödie“ bezeichnet, in der Schauspieler wie Gustav Knuth, Boy Gobert und Bruno Hübner als „böse Buben derart lustlos“ agieren, dass der Zuschauer geradezu erleichtert sei, wenn der Film endlich zu seinem Showdown komme.
Einige für das Kino hergestellte deutsche Produktionen vermochten aber doch zu überzeugen. Bekannte Kriminalkomödien aus Deutschland sind Der Mann, der Sherlock Holmes war (1937), Das schwarze Schaf (1960), Die Herren mit der weißen Weste (1969), MitGift (1975) und Didi und die Rache der Enterbten (1985).

### Kriminalkomödien im Fernsehen

#### „Schmunzelkrimi“-Serien
Das Wort „Schmunzelkrimi“ hat sich im deutschsprachigen Medienjournalismus als Oberbegriff für zumeist deutschsprachige Formate aus dem Genre der Kriminalkomödie etabliert, nachdem er vom Ersten bei der Vorstellung der neuen Dachmarke Heiter bis tödlich genutzt wurde. Für das Fernsehen produzierte Schmunzelkrimis gehören im deutschsprachigen Raum zu den erfolgreichsten und langlebigsten Formaten. Sie sind häufig am Vorabend zu sehen. So wird auf diesem Sendeplatz im Ersten bereits seit 1984 die mit humoristischen Handlungssträngen gewürzte Polizeiserie Großstadtrevier gezeigt. Als sehr erfolgreich erwies sich für Das Erste auch das 2008 erstmals gezeigte Format Mord mit Aussicht. 2011 wurde von dem Sender für Filmreihen dieser Art mit Heiter bis tödlich eine eigene Dachmarke geschaffen, die bis 2015 verwendet wurde und unter anderem die Erfolgsformate Hubert und Staller und Morden im Norden umfasste.
Auch in der Hauptsendezeit gibt es immer wieder Kriminalkomödien-Reihen wie etwa im ZDF Wilsberg, Friesland oder Nord Nord Mord. Seltener sind Sendeplätze im Nachtprogramm wie bei der Erstausstrahlung von Der Tatortreiniger des NDR. Auch die ARD-Krimi-Reihe Tatort arbeitet gelegentlich mit Ermittlerteams, deren Folgen als Krimikomödie gelten. Prominentestes Beispiel sind Thiel und Boerne aus Münster.
Typisch für viele „Schmunzelkrimis“ ist, dass die ganz oder teilweise humorvoll erzählte Krimihandlung in einem provinziell anmutenden und beschaulichen, dabei aber landschaftlich und/oder soziokulturell reizvollen Mikrokosmos spielt, dessen bewusst überzeichnete Figuren zumindest zum Teil Klischees reproduzieren, die den Menschen in der jeweiligen Region zugeschrieben werden (der leutselige Bayer, der grantelnde Österreicher, der wortkarge Ostfriese). Oft treffen diese etwas schrägen, aber liebenswerten Charaktere auf einen Neuankömmling aus der Großstadt (der gegen seinen Willen aufs Land versetzte Hauptkommissar), der sich mit den lokalen Gegebenheiten zunächst schwertut, später aber gar nicht mehr weg möchte.
Andere Sender vermeiden den Begriff um sich abzugrenzen. So bezeichnete RTL die Serie Die Klempnerin 2019 stattdessen als „Crimedy“.

#### Kriminalkomödien-Serien im Fernsehen (Auswahl)
- Mit Schirm, Charme und Melone (Vereinigtes Königreich, 1961–1969), Agentenserie mit schwarzem Humor
- Gauner gegen Gauner (USA 1964–1965), Komödienserie über zwei Gaunerfamilien
- Graf Yoster gibt sich die Ehre (Deutschland/Frankreich, 1967–1976), Komödienserie über einen Grafen und seinen Chauffeur als Hobbydetektive
- Percy Stuart (Deutschland, 1969–1972), heitere Abenteuerserie, in der ein Millionär Kriminalfälle löst
- Die 2 (Vereinigtes Königreich, 1970–1971), humorvolle Serie über zwei Millionäre als Amateurdetektive
- Kottan ermittelt (Österreich, 1976–1983), satirische Krimiserie
- Remington Steele (USA, 1982–1987), komödiantische und romantische Detektivserie
- Trio mit vier Fäusten (USA, 1983–1986), humorvolle Actionserie über ein Detektiv-Trio
- Das Model und der Schnüffler (USA, 1985–1989), komödiantische und romantische Detektivserie
- Liebling Kreuzberg (Deutschland, 1986–1998), humorvolle Anwaltsserie (nur zum Teil Kriminalfälle)
- Sledge Hammer! (USA, 1986–1988), Persiflage auf Actionkrimiserien
- Monk (USA, 2002–2009), skurrile Krimiserie über einen neurotischen Privatdetektiv
- Pfarrer Braun (Deutschland, 2003–2013), humorvolle Serie über einen Pfarrer als Hobbydetektiv
- Psych (USA, 2006–2014), humorvolle Serie über einen vorgeblichen Hellseher und Amateurdetektiv
- Castle (USA, 2009–2016), humorvolle Serie über einen Krimiautor als Hobbydetektiv
- Hubert und Staller (Deutschland, seit 2011), humorvolle Krimiserie über zwei bayerische Streifenpolizisten
- Fargo (USA, seit 2014), schwarze Komödienserie